# Розенберг (Вюртемберг)
Розенберг (нем. Rosenberg) — община в Германии, в земле Баден-Вюртемберг.
Подчиняется административному округу Штутгарт. Входит в состав района Восточный Альб. Население составляет 2593 человека (на 31 декабря 2010 года). Занимает площадь 41,02 км².